# Szeo Tomomi
Szeo Tomomi (瀬尾 智美; Hepburn: Seo Tomomi) (Japán, ? –) japán válogatott labdarúgó.

## Klub
A Tasaki-Shinju Kobe Ladies csapatában játszott.

## Nemzeti válogatott
1986-ban debütált a japán válogatottban. A japán válogatottban 1 mérkőzést játszott.

## Statisztika
| Japán válogatott | Japán válogatott | Japán válogatott |
| Időszak          | Mérk.            | gól              |
| ---------------- | ---------------- | ---------------- |
| 1986             | 1                | 0                |
| Összesen         | 1                | 0                |